# Franz Xaver Eder (Bischof)
Franz Xaver Eder (* 4. November 1925 in Pfarrkirchen; † 20. Juni 2013 in Passau) war ein deutscher katholischer Priester. Von 1977 bis 1984 war er Weihbischof der Diözese Passau, von 1984 bis 2001 der 83. Bischof von Passau.

## Leben
Der aus dem niederbayerischen Rottal stammende Eder begann nach Krieg und Gefangenschaft 1949 in Passau das Theologiestudium. Am 29. Juni 1954 empfing er die Priesterweihe. In den folgenden Jahren war er Präfekt am bischöflichen Seminar St. Valentin in Passau. 1961 wurde er Domvikar und Sekretär des Generalvikars. Von 1961 bis 1968 war er für Studien freigestellt. 1965 wurde er Studentenseelsorger an der Hochschule Passau und im gleichen Jahr auch Rektor der Votivkirche in Passau. Von 1968 bis 1978 wirkte er als Regens des Priesterseminars St. Stephan. 1974 wurde er in das Domkapitel berufen, dem er von 1977 bis 1984 als Dompropst vorstand.
Papst Paul VI. ernannte ihn am 6. Mai 1977 zum Titularbischof von Villa Regis und zum Weihbischof in Passau. Im Passauer Stephansdom empfing er am 16. Juli 1977 vom damaligen Passauer Bischof Antonius Hofmann die Bischofsweihe; Mitkonsekratoren waren die Weihbischöfe Ernst Tewes aus München und Karl Flügel aus Regensburg.
Am 26. Januar 1984 wurde er zum Bischofskoadjutor mit dem Recht der Nachfolge bestimmt. Am 15. Oktober 1984 wurde er als Nachfolger des aus Altersgründen zurückgetretenen Antonius Hofmann Bischof von Passau. Er übernahm die Diözese am 24. November 1984 und leitete sie bis 2001.
Unter Bischof Eder wurde in der Diözese Passau im Jahr 1997 die „Pastorale Entwicklung Passau“ (PEP) in Gang gesetzt. Drei Jahre lang beteiligten sich viele Gremien, Pfarreien und auch die Priester sowie die pastoralen Mitarbeiter an dem „Passauer Pastoralplan“. Er wurde am Pfingstsamstag 2000 in Kraft gesetzt. „Der Pastoralplan wird pastoralgeschichtlich jene Bedeutung behalten, welche etwa die Epistola pastoralis des Passauer Kardinals Josephus Dominicus Lamberg aus dem Jahre 1726 bekommen hatte.“ (Paul Zulehner). Eder verstand den Pastoralplan ausdrücklich nicht als den Plan des Bischofs, den er erlassen hatte, sondern als Pastoralplan des gesamten Bistums, dem Plan sah er sich selbst als Bischof verpflichtet. In der Amtszeit Eders war der Plan verbindlich. Sein Nachfolger, Wilhelm Schraml, beendete die Umsetzung des Pastoralplanes fast umgehend.
Neben dem Bischofsamt war Bischof Eder Mitglied der Kommission für Geistliche Berufe und kirchliche Dienste sowie Beauftragter der Bischofskonferenz für die Kontakte zu den Ostkirchen.

## Bischofswappen

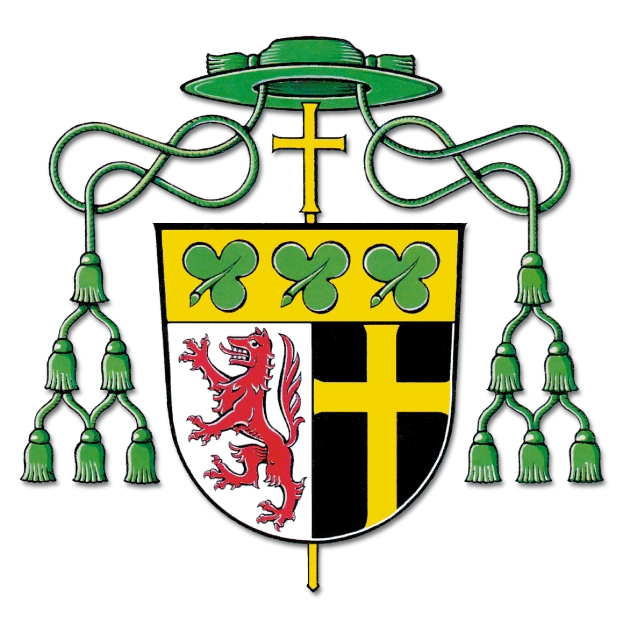
Bischofswappen von Franz Xaver Eder

Das Wappen ist dreigeteilt und zeigt rechts einen roten Wolf auf silbernem Grund, den „Passauer Wolf“, das Wappentier der früheren Fürstbischöfe, und links ein goldenes Kreuz auf schwarzem Grund aus dem Bistumswappen. Darüber drei grüne Kleeblätter auf goldenem Grund für „Kraft, Liebe, Besonnenheit“ stehend.
Sein Wahlspruch war „Im Geist der Kraft und der Liebe und der Besonnenheit“ nach 2. Timotheus 1,7 . Hinter dem Wappenschild stehend das goldene Vortragskreuz, darüber der grüne Bischofshut mit den zwölf Quasten.

## Auszeichnungen und Ehrungen
- Bundesverdienstkreuz 1. Klasse (9. September 1989)[2]
- Großes Bundesverdienstkreuz (18. März 1996)[2]
- Ehrenbürger von Altötting (2001)
- Ehrenbürger von Pfarrkirchen
- Ehrendoktor (Dr. h. c.)
- Bayerischer Verdienstorden
- Sein Name steht auf dem Ehrenmal der Stadt Passau auf dem Innstadtfriedhof.